# Odette de Champdivers
Odette de Champdivers (Borgogna, 18 dicembre 1385 – Parigi, 25 marzo 1424) è stata una nobile francese, favorita di re Carlo VI di Francia.
Odette de Champdivers era la nona figlia femmina dei quattordici figli di Odin de Champdivers (1330-1398), maitre de comptes, e di Alicé de Beauvidres (1360-1406); la sua famiglia apparteneva all'antica nobiltà borgognona ed aveva preso parte a numerose crociate.

## Biografia
Dopo la morte di Filippo d'Orléans, Odette fece il suo ingresso alla corte francese. La regina Isabella di Baviera, moglie di Carlo VI, soffriva di una violenta schizofrenia, e Odette, dama di compagnia di Isabella fin dall'età di undici anni, dovette spesso subirne le violenze. Successivamente le fu proposto, a causa della sua bellezza, di sostituire Isabella nel letto del re, cercando di convincere questi ad appoggiare il partito borgognone; Odette divenne amante del re fin dai suoi quattordici anni, dando alla luce nel 1407, a ventidue anni, una figlia chiamata Margherita. 
Dopo la morte di Carlo VI, nel 1423, Odette si dovette rifugiare a Saint-Jean-de-Losne, a causa del partito favorevole ai Valois, stabilendosi poi nell'albergo La Croix de Fer a Digione. Tramite un suo amico, il monaco Etienne Chariot, inviò a re Carlo VII notizie sui movimenti delle truppe del duca Filippo III di Borgogna e degli inglesi. Chariot fu però catturato e impiccato dai borgognoni e Odette portata in giudizio, dove si difese con coraggio e fu privata di tutti i suoi beni. Morì a Parigi in estrema povertà. A causa del suo potere politico era stata soprannominata La petite reine (la piccola regina).